# Ritošići
Ritošići (en serbe cyrillique : Ритошићи) est un village de Serbie situé dans la municipalité de Priboj, district de Zlatibor. Au recensement de 2011, il comptait 199 habitants.

## Démographie

### Évolution historique de la population
| 1948 | 1953  | 1961  | 1971  | 1981 | 1991 | 2002 | 2011 |
| ---- | ----- | ----- | ----- | ---- | ---- | ---- | ---- |
| 908  | 1 072 | 1 111 | 1 019 | 856  | 434  | 228  | 199  |

|  |